# Paris-Roubaix 1910
Paris-Roubaix din 1910 a fost a 15-a ediție a Paris-Roubaix, o cursă clasică de ciclism de o zi din Franța. Evenimentul a avut loc pe 27 martie 1910 și s-a desfășurat pe o distanță de 266 de kilometri de la Paris până la velodromul din Roubaix. Câștigătorul a fost Octave Lapize din Franța.

## Rezultate
| Loc | Ciclist                    | Timp      |
| --- | -------------------------- | --------- |
| 1   | Octave Lapize (FRA)        | 9h 5' 12" |
| 2   | Cyrille Van Houwaert (BEL) | +0' 00"   |
| 3   | Eugène Christophe (FRA)    | +0' 00"   |
| 4   | Édouard Léonard (FRA)      | +0' 48"   |
| 5   | Charles Crupelandt (FRA)   | +7' 33"   |
| 6   | René Vandenberghe (BEL)    | +12' 48"  |
| 7   | Léon Georget (FRA)         | +12' 49"  |
| 8   | Jules Messelis (BEL)       | +15' 18"  |
| 9   | Gustave Garrigou (FRA)     | +17' 48"  |
| 10  | Joseph Van Daele (BEL)     | +17' 48"  |